# Domokos Sámuel
Domokos Sámuel (Alsófüged, 1913. március 16. – Budapest, 1995. február) magyar irodalomtörténész, folklórkutató, műfordító, bibliográfus.

## Életútja
Középiskoláit a nagyenyedi Bethlen Gábor Kollégiumban, az egyetemet Kolozsvárt végezte. Középiskolai tanár volt Naszódon (1940–44), 1945-től Debrecenben, 1947-től 1983-ig Budapesten az ELTE Román Tanszékén oktatott, amelynek tanszékvezető egyetemi tanára (1972–78), 1978-ban nyugalomba vonult, de még 1983-ig bejárt oktatni.

## Munkássága
A XX. századi román irodalommal, a román népköltészettel és a román-magyar irodalmi kapcsolatokkal foglalkozott. Lefordította Bălcescu Válogatott írásait (Budapest, 1950), fordításai jelentek meg a Romániai elbeszélők (Budapest, 1965) és a Modern román drámák (Budapest, 1968) című kötetekben. Szerkesztésében jelentek meg Alexandru Toma Az élet dala (Budapest, 1955), Tudor Arghezi Testamentum (Budapest, 1961), Alexandru Macedonski Titkos ország (Budapest, 1963), Lucian Blaga Mágikus virradat (Budapest, 1965), Ion Pillat Pogány álmok (Budapest, 1966) című kötetei.
Összeállította a kelet-európai betyárballadák gyűjteményét, Betyárok tüzénél (Budapest, 1959). Lejegyezte és kiadta egy Békés megyei román mesemondó, a méhkeréki Vasile Gurzău magyar és román nyelvű meséit (Budapest, 1968). Több román nyelvű tankönyv szerkesztője és munkatársa. Cikkei, tanulmányai a Filológiai Közlöny, Helikon, Nagyvilág, Élet és Irodalom, Ethnographia, Studia Slavica, Acta Litteraria, Foaia Noastră c. magyarországi folyóiratokban s a Revista de Folclor, Viața Românească, Revista de Istorie Literară și Teorie Literară, Steaua, România literară hasábjain jelentek meg.
Alapvető munkája a bukaresti Irodalmi Kiadónál 1966-ban megjelent A román irodalom magyar bibliográfiája Gáldi László elő- és Kemény G. Gábor utószavával ellátott I. (1831-1960) kötete, melyet 1978-ban a Kriterion kiadásában követett a II. (1961-70) kötet. A Kriterion adta ki 1971-ben Octavian Goga, a költő és műfordító c. monográfiáját, mely 1978-ban román fordításban is megjelent.

## Művei
- Betyárok tüzénél. Kelet-európai népek betyárballadái; szerk., bev., jegyz. Domokos Sámuel, ford. Devecseri Gábor et al.; Európa, Bp., 1959
- Méhkeréki néphagyományok. Vasile Gurzău meséi; gyűjt., szerk., jegyz. Domokos Sámuel; Néprajzi Múzeum, Bp., 1963 (A magyar népmesekatalógus füzetei, 2.)
- Vasile Gurzău magyar és román nyelvű meséi; gyűjt., bev., jegyz. Domokos Sámuel; Akadémiai, Bp., 1968
- A román irodalom magyar bibliográfiája. 1831–1960. 1961-1965; bev. Gáldi László, utószó Kemény G. Gábor; Irodalmi Kiadó, Bukarest, 1966
- Octavian Goga, a költő és műfordító; Kriterion, Bukarest, 1971
- A román irodalom magyar bibliográfiája 1961–1970; Kriterion, Bukarest 1978
- Octavian Goga. Anii studeniei; ford. románra Dan Culcer; Kriterion, Bucureşti, 1978 (Biblioteca Kriterion)
- A budai Egyetemi Nyomda román kiadványainak dokumentumai, 1780–1848; gyűjt., összeáll. Veress Endre, vál., sajtó alá rend., bev., Domokos Sámuel; Akadémiai, Bp., 1982
- Magyar-román irodalmi kapcsolatok; Gondolat, Bp., 1985
- Horale morţilor ale lui Teodor Sava; Tankönyvkiadó, Bp., 1989
- Tipografia din Buda. Contribuţia ei la formarea ştiinţei şi literaturii române din Transilvania la începutul secolului al XIX-lea; ford. románra Máté Gábor, Maria Voia; NOI, Gyula, 1995

## Műfordítások
- A brigád harcol a több szénért; ford. Domokos Sámuel; Népszava, Bp., 1953 (Bányászok kiskönyvtára)
- Alexandru Toma: Az élet dala. Válogatott versek; szerk. Domokos Sámuel; Új Magyar Kiadó, Bp., 1955
- Bălcescu Miklós válogatott írásai; ford. Domokos Sámuel, Köpeczi Béla; szerk., bev., jegyz. I. Tóth Zoltán; Hungária, Bp., 1950 (Forradalmárok)
- Tudor Arghezi: Testamentom. Válogatott versek; vál., előszó, jegyz. Domokos Sámuel, ford. Áprily Lajos et al.; Európa, Bp., 1961
- Alexandru Macedonski: Titkos ország. Válogatott versek; szerk., bev., jegyz. Domokos Sámuel, ford. Áprily Lajos et al.; Európa, Bp., 1963
- Lucian Blaga: Mágikus virradat. Válogatott versek; szerk., bev., jegyz. Domokos Sámuel, ford. Áprily Lajos et al.; Európa, Bp., 1965
- Ion Pillat: Pogány álmok. Válogatott versek; vál., bev., jegyz. Domokos Sámuel, ford. Áprily Lajos et al.; Európa, Bp., 1966
- Áprily Lajos: Tavaszi tüzek. Román költők versei; szerk., bev., jegyz. Domokos Sámuel; Irodalmi Kiadó, Bukarest, 1969
- Alexandru Mitru: Az Olümposz legendái. Az istenek. A hősök; ford. Domokos Sámuel; Creangă, Bukarest, 1983